# Église Sainte-Jeanne-d'Arc de Versailles
Pour les articles homonymes, voir Église Sainte-Jeanne-d'Arc.
L'église Sainte-Jeanne d'Arc est une église catholique située dans le quartier de Clagny-Glatigny à Versailles, dans les Yvelines.

## Chronologie
- 31 août 1914 : Monseigneur Gibier fait le vœu « d’élever dans cette ville une église paroissiale en l’honneur de la Bienheureuse Jeanne d’Arc (béatifiée en 1909) , si la Bienheureuse par sa puissante intercession préservait la ville de Versailles des horreurs du siège et des malheurs de l’occupation ».

- 1919 : une chapelle provisoire en bois est construite en bordure de la rue Albert-Joly d'après les plans de l’architecte Albert Guilbert, chargé de la construction de l’église définitive. Ce dernier avait déjà construit la cathédrale arménienne Saint-Jean-Baptiste de Paris en 1902. Après les travaux, cette chapelle sera démontée et deviendra l'église Saint-Maxime d'Antony.

- 5 janvier 1920 : érection de la paroisse Sainte-Jeanne d’Arc. Le chanoine Subtil, aumônier de la marine, en poste à bord de La Jeanne d’Arc, en est le premier curé.

- 16 mai 1920, Jeanne d’Arc est canonisée à Rome. À Versailles, le chanoine Subtil, chargé de la réalisation du vœu et curé de la nouvelle paroisse, institue la tradition d’une neuvaine préparatoire, de telle sorte que « la cité n’oublie pas le vœu fait à la Sainte ».

- 30 mai 1923 : pose de la première pierre.

- 30 mai 1924 : inauguration de la crypte. Dans la foulée, A. Guilbert construit une église sur le même plan dans l’Orne, à Domfront. Cette église est classée Monument historique en 1993.

- 31 mai 1926 : consécration de la nouvelle église.

- En 1930 l’orgue Mutin/Cavaillé Coll offert par un paroissien pour la chapelle provisoire en bois, est installé à la tribune.

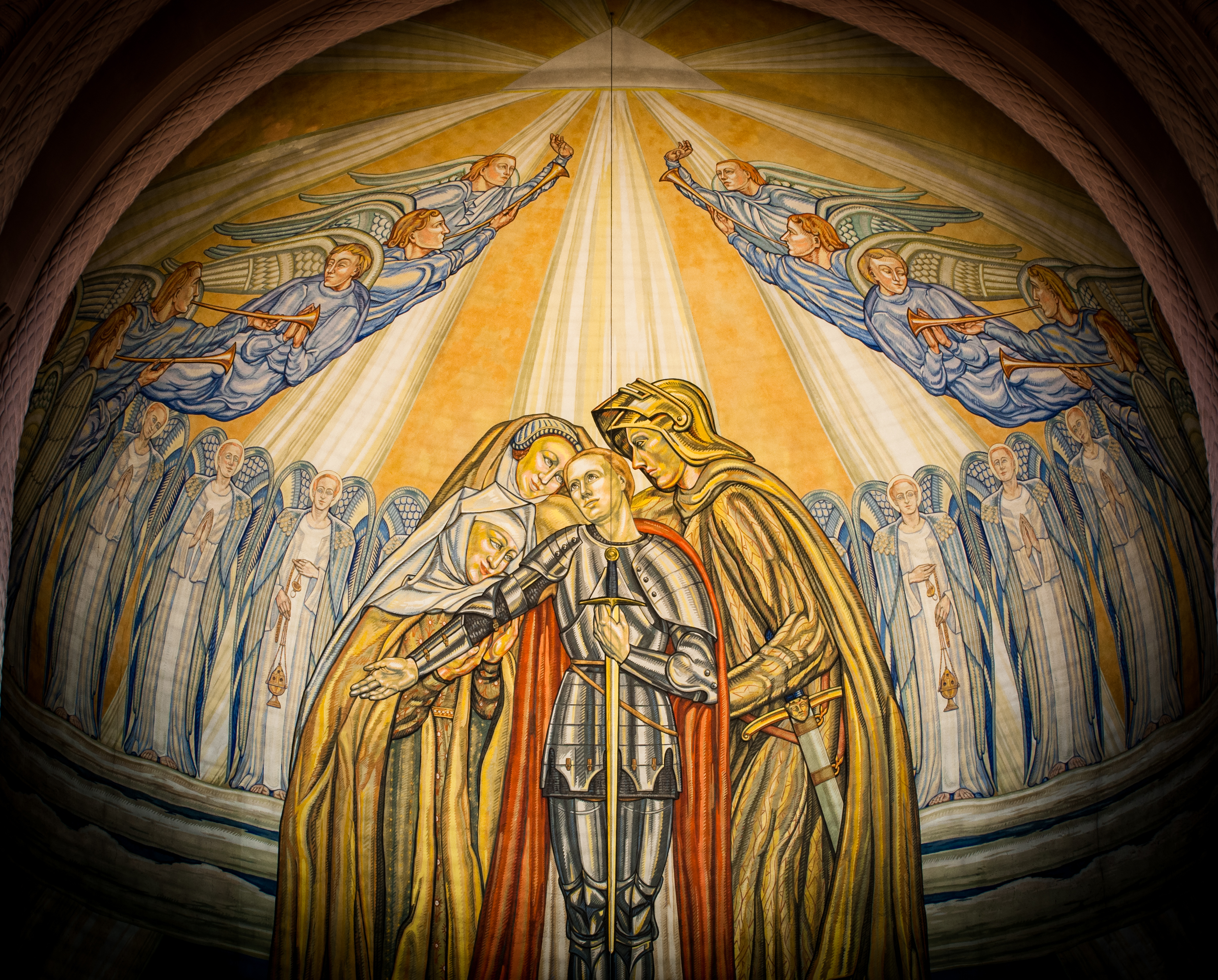
Détail de la peinture de l'abside

- En 1934, La peinture à l’huile sur toile marouflée couvrant toute l’abside et représentant quatre scènes de la vie de sainte Jeanne d’Arc est disposée au fond du chœur ; elle est signée Henriette Lebon-Delore, élève de Maurice Denis. Elle comporte quatre scènes :
  - à gauche, Jeanne, gardant ses moutons près de Domrémy, entend les voix de saint Michel, sainte Catherine et sainte Marguerite.
  - au centre, le sacre de Charles VII à Reims.
  - à droite, son martyre à Rouen.
  - au-dessus, Jeanne est accueillie au Ciel par ses saints protecteurs.

- Le dimanche 1er juillet 1945, dans la liesse des ultimes combats de la guerre, la paroisse accueille Notre-Dame de Boulogne.

- À partir de 1965, pour suivre les normes du concile Vatican II, des transformations sont effectuées. Le chanoine Perrier, curé de la paroisse, reconstruit le chœur liturgique, y ajoutant notamment au-dessus de l’autel majeur la croix transparente.

- 1970-1981 : les vitraux sont posés, signés Maurice Rocher. Trois grandes verrières et six autres plus petites pour la coupole.

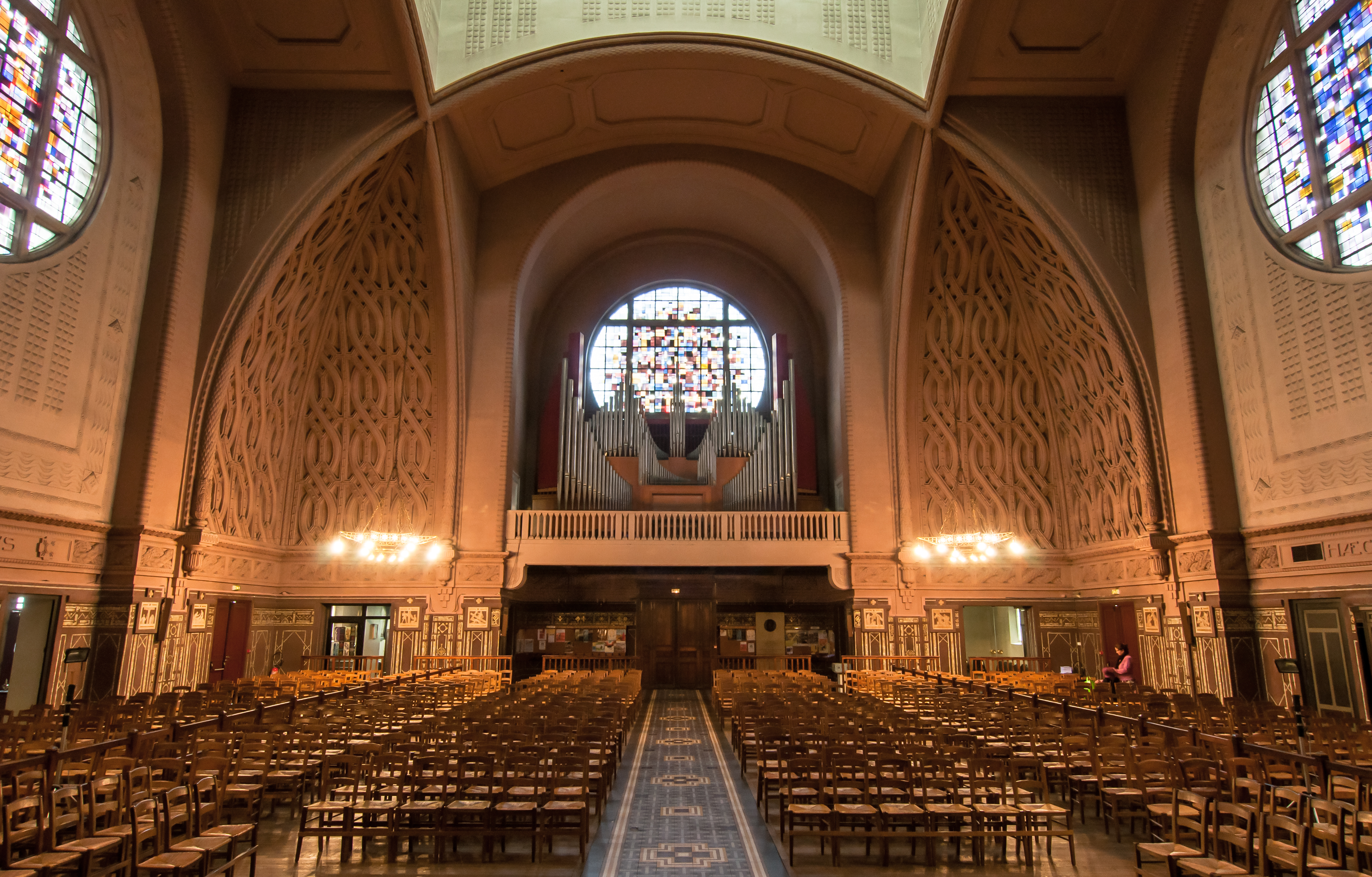
vue de l'intérieur de l'église vers l'orgue

- En 2007, la paroisse acquiert l’orgue du Studio 103 de Radio France. Il est inauguré en septembre 2008.

## Neuf curés en 100 ans
| 1919-1942 | Ernest-Jacques Subtil |
| 1942-1961 | René-Joseph Brousse   |
| 1961-1967 | Lucien Brécy          |
| 1967-1982 | André Perrier         |
| 1982-1996 | Jacques Destelle      |
| 1996-2006 | Pierre-Alain Fleury   |
| 2006-2012 | Amaury Sartorius      |
| 2012-2022 | Emmanuel Péteul       |
| 2022-     | Jean-Brice Callery    |